# Carl Krug (Montanwissenschaftler)
Carl Krug (manchmal auch in der Schreibweise Karl; * 1. Juni 1874 in Bütow; † nach 1941) war ein deutscher Chemiker, Montanwissenschaftler und Metallurg.

## Leben

### Herkunft und Ausbildung
Er kam als Sohn des Amtsgerichtsrats Richard Krug († 1882) und dessen Ehefrau Pauline Flemming in der Kleinstadt Bütow zur Welt, die damals zur preußischen Provinz Pommern gehörte. Nachdem er zunächst am Stadtgymnasium in Stettin und anschließend am Victoria-Gymnasium in Potsdam unterrichtet worden war, besuchte er ab 1887 das Herzogliche Ernst-Realgymnasium in Altenburg, wo er zu Ostern 1894 seine Reifeprüfung ablegte. Anschließend immatrikulierte er sich in Berlin für ein Studium der Naturwissenschaften mit Schwerpunkten auf Chemie, Physik, Mineralogie, Botanik und Mathematik an der Friedrich-Wilhelms-Universität sowie der Bergakademie. Am 24. April 1903 wurde er mit der Dissertation Die Platinkupferlegierungen, ihre Herstellung und ihr chemisches Verhalten an der Universität Leipzig promoviert.

### Berufliche Karriere
Seinen Einstieg ins Berufsleben fand Krug zum 1. Dezember 1897 als Assistent am Laboratorium für Eisenprobierkunst (= Metallurgie) an der Berliner Bergakademie. Im Jahr 1904 habilitierte er sich im Fach Eisenprobierkunst beziehungsweise Eisenhüttenkunde, woraufhin er zum Privatdozenten für quantitative Lötrohr-Probierkunst ernannt wurde. Aufgrund seiner herausragenden akademischen und wissenschaftlichen Leistungen beförderte man ihn 1913 zum außerordentlichen Professor. Als die Bergakademie 1916 als Abteilung für Bergbau in die Technische Hochschule Charlottenburg (ab 1920: TH Berlin) eingegliedert wurde, blieb Krug als Professor für Hüttenkunde und chemische Technologie im Amt. Er leitete auch das Probierlaboratorium der Abteilung für Bergbau. Schließlich ging er 1941 in den Ruhestand; noch im selben Jahr bedachte ihn die TH Berlin mit dem Titel eines Ehrensenators.

## Publikationen (Auswahl)
- Die Platinkupferlegierungen, ihre Herstellung und ihr chemisches Verhalten. Horn & Raasch, Berlin, 1903, 38 Seiten.
- Die Praxis des Eisenhüttenchemikers. Anleitung zur chemischen Untersuchung des Eisens und der Eisenerze. Springer, 1912, 232 Seiten.
- Lötrohrprobierkunde. Anleitung zur qualitativen und quantitativen Untersuchung mit Hilfe des Lötrohres. 1914.